# Isòtops del curi
El curi (Cm) no té cap isòtop estable. S'han caracteritzat 21 radioisòtops, els més estables dels quals són el 247Cm, amb un període de semidesintegració d'1,56 × 107 anys, el 248Cm, amb un període de semidesintegració de 3,40 × 10⁵ anys, el 250Cm amb un període de semidesintegració de 9.000 anys i el 245Cm amb un període de semidesintegració de 8.500 anys. La resta d'isòtops radioactius tenen període de semidesintegració inferiors als 30 anys, i la majoria d'ells inferiors als 33 dies. Aquest element també presenta 4 isòmers nuclears, el més estable dels quals és el 244mCm amb un període de semidesintegració de 34 ms. Els isòtops de curi varien en massa atòmica del 233,051 u del 233Cm fins als 252,085 u del 252Cm.

## Taula
| 232Cm  | 96               | 136              |                  | 1? min       | 0+     |
| 233Cm  | 96               | 137              | 233.05077(8)     | 1# min       | 3/2+#  |
| 234Cm  | 96               | 138              | 234.05016(2)     | 51(12) s     | 0+     |
| 235Cm  | 96               | 139              | 235.05143(22)#   | 5# min       | 5/2+#  |
| 236Cm  | 96               | 140              | 236.05141(22)#   | 10# min      | 0+     |
| 237Cm  | 96               | 141              | 237.05290(22)#   | 20# min      | 5/2+#  |
| 238Cm  | 96               | 142              | 238.05303(4)     | 2.4(1) h     | 0+     |
| 239Cm  | 96               | 143              | 239.05496(11)#   | ~2.9 h       | (7/2-) |
| 240Cm  | 96               | 144              | 240.0555295(25)  | 27(1) d      | 0+     |
| 241Cm  | 96               | 145              | 241.0576530(23)  | 32.8(2) d    | 1/2+   |
| 242Cm  | 96               | 146              | 242.0588358(20)  | 162.8(2) d   | 0+     |
| 243Cm  | 96               | 147              | 243.0613891(22)  | 29.1(1) a    | 5/2+   |
| 243mCm | 87.4(1) keV      | 87.4(1) keV      | 87.4(1) keV      | 1.08(3) µs   | 1/2+   |
| 244Cm  | 96               | 148              | 244.0627526(20)  | 18.10(2) a   | 0+     |
| 244mCm | 1040.188(12) keV | 1040.188(12) keV | 1040.188(12) keV | 34(2) ms     | 6+     |
| 245Cm  | 96               | 149              | 245.0654912(22)  | 8.5(1)E+3 a  | 7/2+   |
| 245mCm | 355.90(10) keV   | 355.90(10) keV   | 355.90(10) keV   | 290(20) ns   | 1/2+   |
| 246Cm  | 96               | 150              | 246.0672237(22)  | 4.76(4)E+3 a | 0+     |
| 247Cm  | 96               | 151              | 247.070354(5)    | 1.56(5)E+7 a | 9/2-   |
| 248Cm  | 96               | 152              | 248.072349(5)    | 3.48(6)E+5 a | 0+     |
| 249Cm  | 96               | 153              | 249.075953(5)    | 64.15(3) min | 1/2(+) |
| 249mCm | 48.758(17) keV   | 48.758(17) keV   | 48.758(17) keV   | 23 µs        | (7/2+) |
| 250Cm  | 96               | 154              | 250.078357(12)   | 8300# a      | 0+     |
| 251Cm  | 96               | 155              | 251.082285(24)   | 16.8(2) min  | (1/2+) |
| 252Cm  | 96               | 156              | 252.08487(32)#   | <1 d         | 0+     |